# MNK Novi Marof
Malonogometni klub Novi Marof je futsal klub iz Novog Marofa koji se natječe u prvoj Hrvatskoj malonogometnoj ligi.
U sezoni 2010./11. ušli su u doigravanje kao osmoplasirana ekipa, i uvjerljivo su poraženi od Brodosplita u prvom krugu.
Prva momčad se sada natječe u 2.HMNL.
1. ↑  MNK “Novi Marof”

## Vanjske poveznice
- Profil na uefa.com